# SCD Durango
Az SCD Durango, teljes nevén Sociedad Cultural Deportiva Durango, baszkul Cultural Durango spanyolországi, baszkföldi labdarúgócsapatot 1919-ben alapították, 2017/18-ban a negyedosztályban szerepel.

## Statisztika
| Szezon      | Osztály    | Poz. | Copa del Rey |
| ----------- | ---------- | ---- | ------------ |
| 1929-30-tól | Regionális | —    |              |
| 1943-44-ig  | Regionális | —    |              |
| 1944/45     | 3ª         | 10.  |              |
| 1945/46     | Regionális | —    |              |
| 1946/47     | 3ª         | 7.   |              |
| 1947/48     | 3ª         | 11.  |              |
| 1948-49-től | Regionális | —    |              |
| 1954-55-ig  | Regionális | —    |              |
| 1955/56     | 3ª         | 2.   |              |
| 1956/57     | 3ª         | 6.   |              |
| 1957/58     | 3ª         | 9.   |              |
| 1958/59     | 3ª         | 8.   |              |
| 1959/60     | 3ª         | 5.   |              |

| Szezon      | Osztály    | Poz. | Copa del Rey |
| ----------- | ---------- | ---- | ------------ |
| 1960/61     | 3ª         | 6.   |              |
| 1961/62     | 3ª         | 15.  |              |
| 1962-63-tól | Regionális | —    |              |
| 1981-82-ig  | Regionális | —    |              |
| 1982/83     | 3ª         | 1.   |              |
| 1983/84     | 3ª         | 3.   |              |
| 1984/85     | 3ª         | 5.   |              |
| 1985/86     | 3ª         | 6.   |              |
| 1986/87     | 3ª         | 1.   |              |
| 1987/88     | 2ªB        | 8.   |              |
| 1988/89     | 2ªB        | 16.  |              |
| 1989/90     | 2ªB        | 6.   |              |
| 1990/91     | 2ªB        | 18.  |              |

| Szezon  | Osztály | Poz. | Copa del Rey |
| ------- | ------- | ---- | ------------ |
| 1991/92 | 3ª      | 10.  |              |
| 1992/93 | 3ª      | 13.  |              |
| 1993/94 | 3ª      | 4.   |              |
| 1994/95 | 3ª      | 2.   |              |
| 1995/96 | 2ªB     | 18.  |              |
| 1996/97 | 3ª      | 5.   |              |
| 1997/98 | 3ª      | 6.   |              |
| 1998/99 | 3ª      | 6.   |              |
| 1999/00 | 3ª      | 10.  |              |
| 2000/01 | 3ª      | 8.   |              |
| 2001/02 | 3ª      | 14.  |              |
| 2002/03 | 3ª      | 17.  |              |

| Szezon  | Osztály    | Poz. | Copa del Rey |
| ------- | ---------- | ---- | ------------ |
| 2003/04 | Regionális | —    |              |
| 2004/05 | 3ª         | 4.   |              |
| 2005/06 | 2ªB        | 17.  |              |
| 2006/07 | 3ª         | 8.   |              |
| 2007/08 | 3ª         | 17.  |              |
| 2008/09 | 3ª         | 16.  |              |
| 2009/10 | 3ª         | 7.   |              |
| 2010/11 | 3ª         | —    |              |